# Poeninus

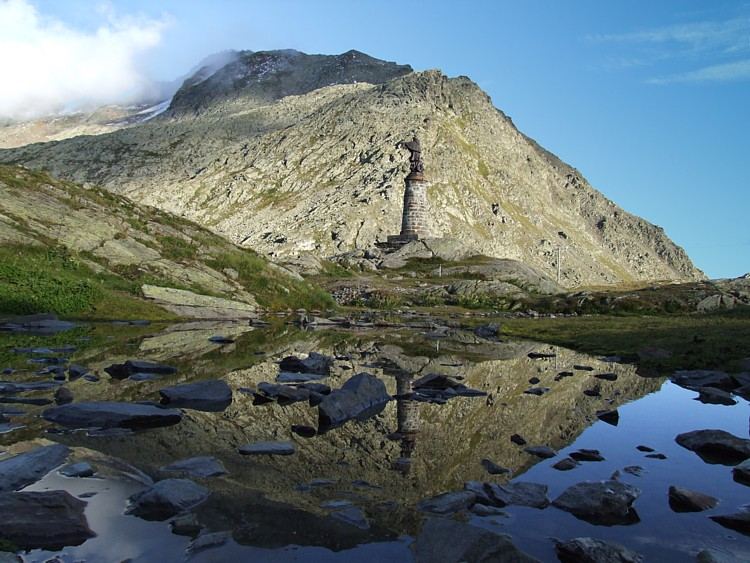
Beim heutigen Standbild des Heiligen Bernhard befand sich in der Antike ein Tempel

Poeninus war ein keltischer Gott, der in der Antike auf der Passhöhe des Großen St. Bernhard verehrt wurde. Er wurde mit dem römischen Göttervater Jupiter gleichgesetzt, was typisch für Berggötter ist.

## Geschichte
Der römische Geschichtsschreiber Titus Livius berichtete, dass die Veragrer und die Seduner den Gott Poeninus auf dem höchsten Gipfel des Passes Poeninum iugum (Gr. St. Bernhard) verehrt hätten.
Wenig südlich der Passhöhe wurden ein römerzeitlicher Tempel (7,4 × 11,3 Meter) und Reste eines Rasthauses (mansio) von Archäologen ausgegraben und untersucht. Dabei wurden rund 50 Bronzetäfelchen gefunden, die dem Poeninus oder Iuppiter Optimus Maximus Poeninus (und ähnlich) geweiht waren. Auch eine kleine Bronzestatue des Gottes wurde gefunden. Andere Fundstücke wie Schmuck und keltische Münzen zeigen, dass schon vor der römischen Besetzung auf der Passhöhe ein Heiligtum stand. Die Funde werden im Hospizmuseum am Gr. St. Bernhard ausgestellt.
Der Tempel wurde im Jahre 394 zerstört, und der christliche Kaiser Theodosius I. belohnte die Plünderer. Danach scheinen keine kultischen Gaben auf dem Pass deponiert worden zu sein. Dennoch hieß der Gr. St. Bernhard noch im Mittelalter Mons Iovis (»Jupiterberg«; französisch Mont-Joux).
Nach der Sage ließ Bernhard von Aosta († 1081) ein Hospiz auf dem Pass errichten. Ab dem 13. Jahrhundert taucht dann der Name Mont-Saint-Bernard auf und heute steht an Stelle des antiken Tempels eine Statue des Heiligen Bernhard.

## Name
Der Name ist nicht wirklich gedeutet. Es wird angenommen, dass Poeninus, wie auch Apennin, »Berg, Bergzug« bedeutet. In der Antike wurden die Walliser Alpen (lat. Alpes Poeninae) und das Wallis (lat. Vallis Poeninae) nach dem Poeninus benannt. Erhalten hat sich der Name bis heute im Talnamen Valpelline südöstlich vom Pass und nördlich von Aosta.